# Cantó de Joué-lès-Tours-Sud
El cantó de Joué-lès-Tours-Sud és un cantó francès del departament de l'Indre i Loira, situat al districte de Tours. Té 1 municipis i el cap és Joué-lès-Tours.

## Municipis
- Joué-lès-Tours (part)

## Història
| Data d'elecció                           | Identitat          | Partit | Qualitat |
| ---------------------------------------- | ------------------ | ------ | -------- |
| 1985-1992                                | Bernard Plisson    | RPR    |          |
| 1992-                                    | Philippe Le Breton | PS     |          |
| les dades anteriors no són pas conegudes |                    |        |          |
|                                          |                    |        |          |